# Kommosz (Kréta)

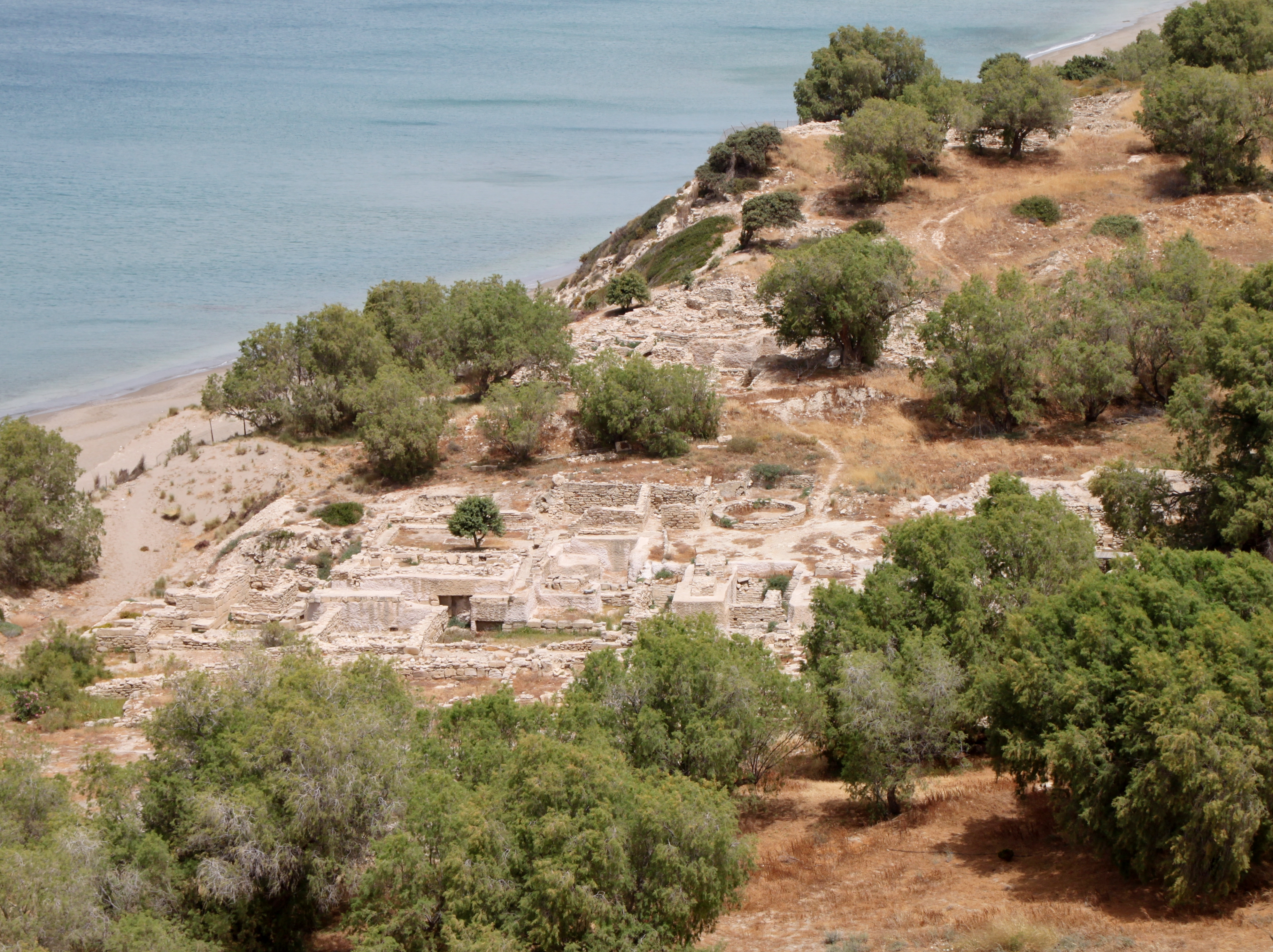
Commos, Kréta déli részén fekvő régészeti lelőhely

Kommosz (görögül: Κομμός) egy Kréta déli részén fekvő régészeti lelőhely. A hely a minószi korban a közeli Phaistos és Hagia Triada kikötővárosaként szolgált. A bronzkor után a korábbi város romjai fölé egy szentélyt építettek. Figyelemre méltó helyszín, mert bizonyítékot szolgáltat a nemzetközi kereskedelemről és a helyi mindennapi életről.
A részben feltárt lelőhely Matalától 5 km-re északra, a Kommos-part mellett található. A hely ugyan nagyközönség számára nem látogatható, de a strandról látható.

## A helyszín leírása
Kommosz romvárosa a Mesara-síkság partján fekszik, a minószi civilizáció egyik legfontosabb népességközpontja volt, Phaistos palotája és Hagia Triada városa közelében, amelyekkel együtt „egy nagy minószi háromszöget” alkotnak. A régészeti lelőhely a Kommos-part mellett található, amely népszerű fürdőhely. Az ókorban a Papadoplaka zátonyszigete egykor részben védelmet nyújthatott a városnak a hullámoktól és a széltől, bár a tengerszint időközbeni emelkedése és Kréta szigetének náci megszállása idején végrehajtott német bombázások miatt jelentősen víz alá került.
A minószi város két területre volt osztva, amelyet egy széles, kőlapokkal burkolt út határolt. A város dombos északi szektora elsősorban lakóövezet volt, míg az alacsonyabb és laposabb déli területen polgári épületek épültek. A lelőhely rétegtani szempontból összetett, a különböző korszakokból származó maradványok gyakran közvetlenül egymáson helyezkednek el.

## Palota stílusú épületek
A palotakomplexum északi oldalán különböző korszakokból származó, egymással keveredő maradványok találhatók:
A lelőhely déli pereme különösen figyelemreméltó a minószi palotákkal való építészeti párhuzamok miatt. A palotákhoz hasonlóan ez a terület is egy kövezett, téglalap alakú udvarral rendelkezett, amelyet monumentális szárnyak vettek körül. Mivel Kommosz feltehetően politikailag függött Phaisztosztól és az Hagia Triadától.
Egyszerűen talány, hogy egy olyan viszonylag kicsi és építészetileg szerény város, mint Kommosz, támogathatott és tarthatott e fenn ilyen hatalmas építményeket, vagy félreértették a palotákat? Talán nem voltak olyan ritkák, és nem szolgáltak olyan nagy területeket, mint azt általában feltételezik.
A palotaegyüttest többször is átépítették. A legkorábbi ismert palotaépületet nem sokkal az első phaisztoszi palota után épült. Az épület központi udvara alatt feltárt korábbi sétány azonban arra utal, hogy ennek lehetett előzménye. Az ezt az épületet felváltó épület méreteiben a phaistosi palotáéhoz hasonlítható. Egy földrengés után a terület azonban romokká vált, mielőtt azt a következő korszakban újjáépítették volna.  Ebben az időszakban a korábbi udvarban egy fazekasműhelyt és egy kemencét is építettek, amely a minószi fazekassággal kapcsolatos kulcsfontosságú bizonyítékokkal látta el a régészeket.

## Hajóházak
Az úgynevezett P épületet feltehetően hajók tárolására használták a nem hajózási szezonban, ezt az épületet a lelőhely „talán legkülönösebb” épületeként jellemezték. Hat hosszú, keskeny galériából állt, és elrendezése a minószi raktárakra emlékeztet. A galériák azonban nyugati oldalukon nyitottak voltak, ami arra utal, hogy tartalmukat nem biztosították. Mivel az épület nyitott oldala a tenger felé néz, az épületet általában a hajócsarnok korai példájaként értelmezik. Az ilyen jellegű klasszicista korabeli épületektől eltérően azonban ez az épület nem a parton állt, és nem rendelkezett hajócsúszdával. Így a régészek azt feltételezik, hogy az épületet hosszabb távú tárolásra használták. 
Az épületet az előbbi épület keleti szárnyának romjai fölé építették. Ez a korszaka legnagyobb ismert minószi épülete, mely ma is könnyen megkülönböztethető a helyszínen. Azért is nevezetes, mert itt találták meg a „rövid nyakú amforák” túlnyomó többségét.

## Bronzkor utáni szentély
A C-vel jelölt templom egy klasszikus görög templom volt. A lelőhelyen később feltárt romok templomok sorozatát foglalják magukban, amelyeket bőséges votívumokkal és rituális lakomák bizonyítékával együtt tártak fel. Ezek közül a legkorábbi, egy egyszerű falusi szentély volt, amelyet a szubminoikumban, i. e. 1020 körül építettek az akkor már elhagyatott helyszínen. Ezt az archaikus korban, i. e. 800 körül egy újabb templom váltotta fel. Ebben az időben Kommosz ismét a hajósok megállóhelye volt, és az innen származó leletek nemzetközi kapcsolatairól tanúskodnak. A templomhoz tartozott egy föníciai tripilláris szentély, amely körül az egyiptomi istenek, Szekhmet és Nefertum importált fajanszfiguráit találták meg.

## Régészeti feltárások
Az itteni ásatásokat Sir Arthur Evans kezdte el még 1924-ben, majd 1976 és 2005 között egy Joseph W. Shaw által vezetett kanadai régészcsoport folytatta. 
A feltárások során egy protopalotai és neopalotai település kiterjedt részei, valamint nagy, palotaszerű épületek kerültek felszinre és egy történelmi évekből származó szentély is feltárásra került. A part melletti sík területen álló nagy oszlopos épületeket valószínűleg hajógyárként vagy raktárként használták. Nagyméretű kőlapokból épültek, közülük az egyik a legnagyobb, amelyet valaha is találtak minószi építkezések során. Ezek az épületek egy központi udvarral és négy oldalán tágas, téglalap alakú helyiségekkel rendelkező komplexumot alkotnak. Az ásatás során kőhorgonyblokkokat is találtak. 
A komplexumtól északra a kezdődik a Phaistosba vezető széles kövezett út. Ettől az úttól északra, egy alacsony domb tetején és annak oldalában egykor egy kiterjedt protopalotai és neopalotai kori település létezett, ahol a kétszintes házakat keskeny utcák és kis kövezett terek választották el, amint azt a szintén feltárt lépcsők jelzik. A szentélyegyüttest főleg a klasszikus és a hellenisztikus években virágzott. Egy templomból, egy prytaneumból (prytaneion = a város nyilvános csarnoka), a papok lakóhelyéből, egy kör alakú konyhai részből és négy épített négyszögletes oltárból állt, amelyek a templomtól keletre helyezkedtek el.
A régészeti terület jelenleg nem látogatható.

## Galéria

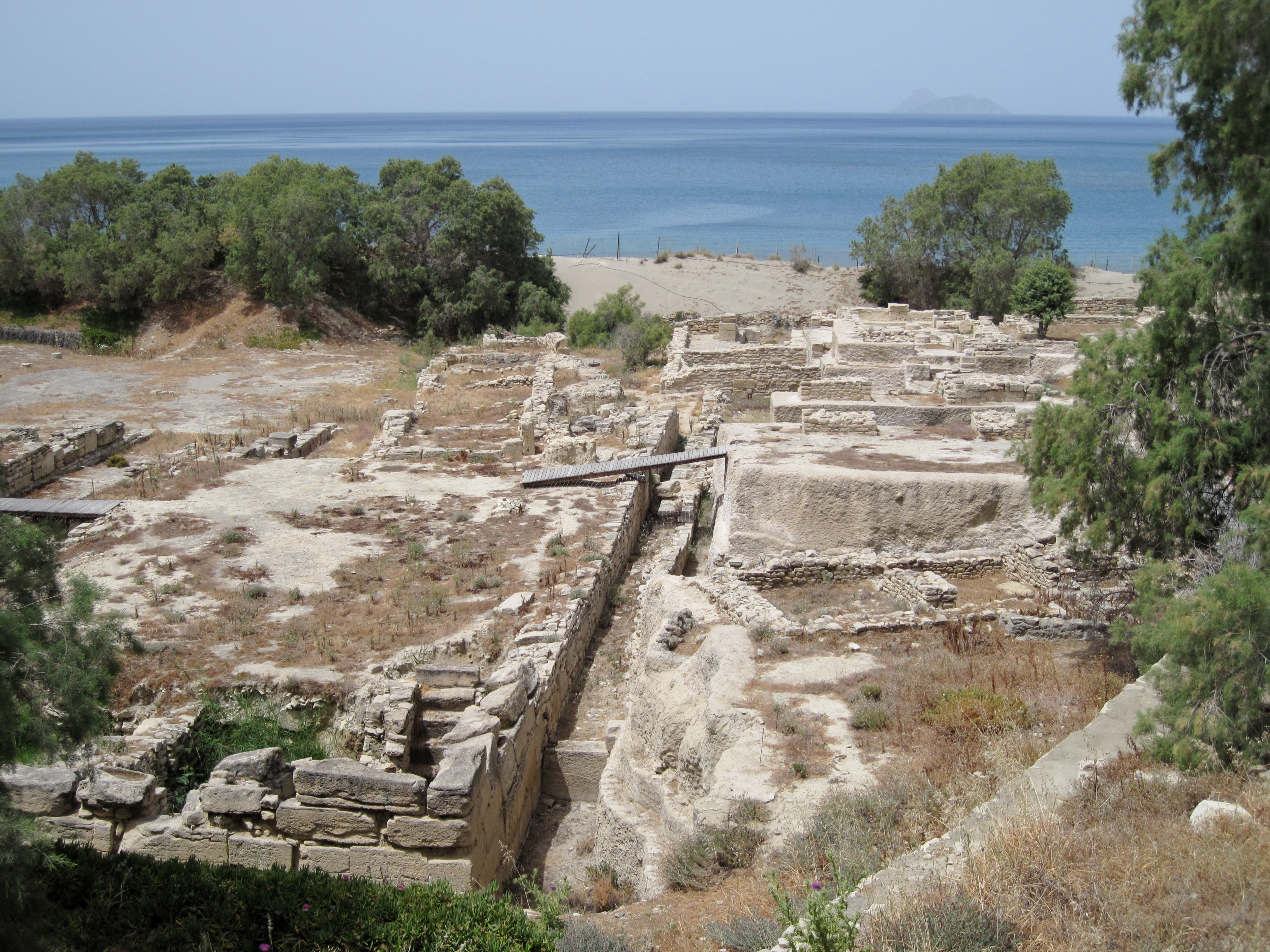
Déli ásatások
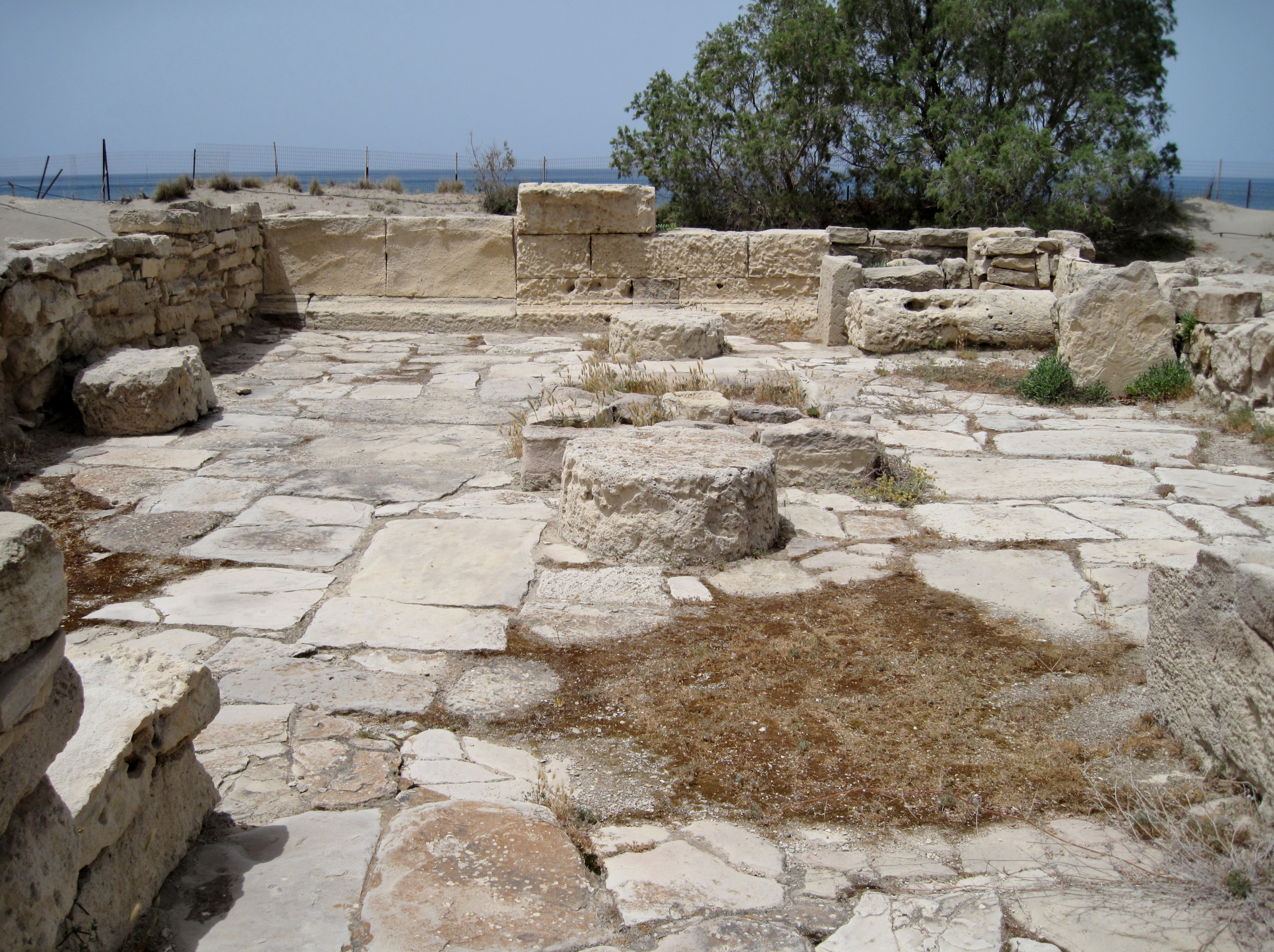
Görög C templom
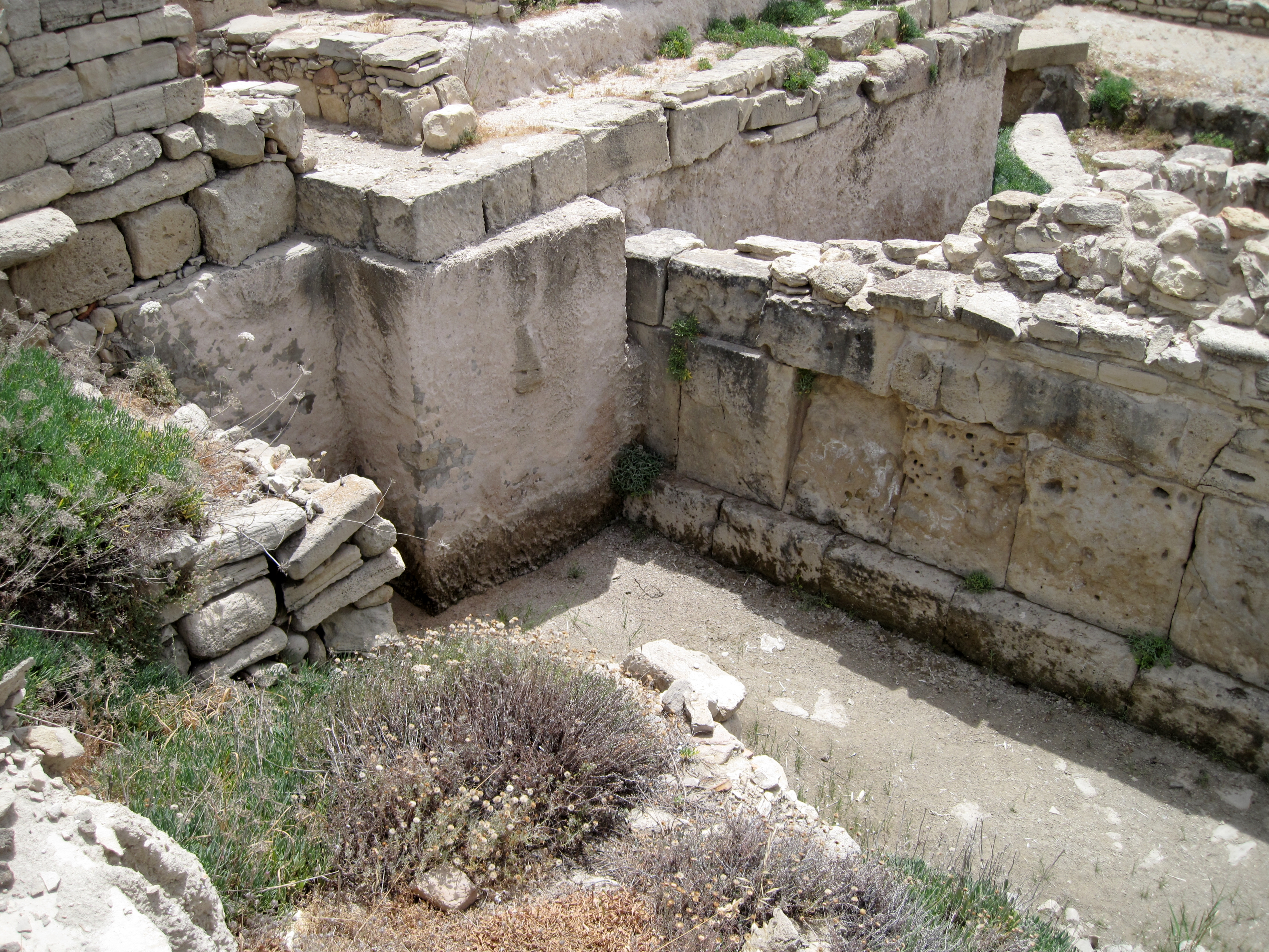
Az épületmaradványok részletei
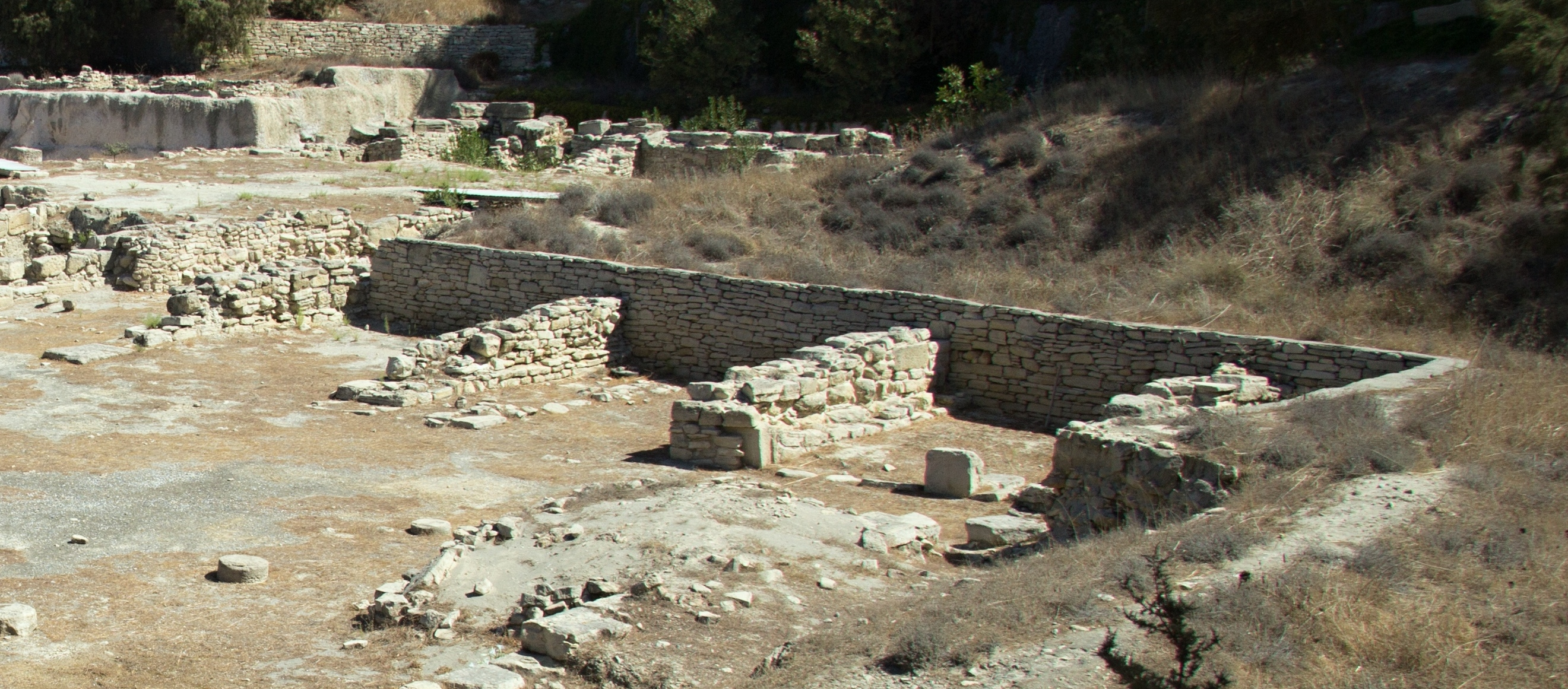